# Калай (подокруг)
Калай (бенг. কালাই, англ. Kalai) — подокруг на севере Бангладеш. Входит в состав округа Джайпурхат. Образован в 1981 году. Административный центр — город Калай. Площадь подокруга — 166,30 км². По данным переписи 1991 года численность населения подокруга составляла 114 183 человека. Плотность населения равнялась 687 чел. на 1 км². Уровень грамотности населения составлял 23,6 %. Религиозный состав: мусульмане — 95,06 %, индуисты — 4,76 %, прочие — 0,18 %.